# Resch

Resch

Das Resch (hebräisch ריש) ist der zwanzigste Buchstabe im Hebräischen Alphabet.  Es hat den Zahlenwert 200.

## Lautwert
Der Buchstabe Resch stellt verschiedene r-Laute dar. Im Althebräischen bezeichnete das Zeichen ein [ɾ].

Im Hebräisch der Mizrachim und Sephardim wird Resch als [ɾ] oder [r] gesprochen. Im Hebräisch der Aschkenasim bezeichnet der Buchstabe auch ein [ʀ] oder [r].
 
Im modernen Hebräisch (Ivrit) ist er zumeist ein [ʁ].

## Geschichte
Das hebräische Resch hat den gleichen historischen Hintergrund wie das phönizische Resch, aus dem das griechische Rho, das lateinische R und das arabische Rā' hervorgegangen sind. Der Name des Buchstabens leitet sich von der Bedeutung „Kopf“ ab.

## Beispiele
- רבקה (rivkah): Rebekka
- רב (rav): Rabbi

## Zeichenkodierung
| Unicode Codepoint | U+05e8             |
| Unicode-Name      | HEBREW LETTER RESH |
| HTML              | &#1512;            |
| ISO 8859-8        | 0xf8               |